# Rolando Laserie
Rolando Laserie (Santa Clara; 27 de agosto de 1923 - Coral Gables; 22 de noviembre de 1998), también conocido como El Guapo o El Guapachoso, fue un cantante cubano-estadounidense de boleros, guarachas, son cubano, son montuno, tangos y bolero son. En 1998, The New York Times y la revista The Washington Post lo describieron como uno de los grandes cantantes cubanos de todos los tiempos y como uno de los más grandes vocalistas de la música cubana.

## Biografía
Aprendió a tocar los timbales a los 9 años. En los inicios de su vida profesional alternó su condición de músico con el oficio de zapatero. Actuaba de forma esporádica como percusionista en la Banda Municipal de Santa Clara. Allí mismo, con 20 años de edad se presentó con la orquesta de Arcaño y sus Maravillas en sustitución de Miguelito Cuní.
En 1946 viaja a La Habana, y se desempeña como percusionista en la orquesta de los Hermanos Palau y colabora eventualmente con diferentes agrupaciones. Tiempo más tarde, pasó a ser timbalero y coro en la Banda Gigante de Benny Moré.
Ernesto Duarte Brito junto a los hermanos Álvarez Guedes, propietarios del sello discográfico Gema, le hicieron una producción de boleros que no tuvo la proyección que se esperaba. El disco fue arreglado por Duarte, con la característica sonoridad de jazz band cubana.
Mentiras tuyas, grabado en 1957 y de la autoría de Mario Fernández Porta, fue definitorio en su manera de cantar, con incursiones coloquiales y diálogos. A lo largo de su carrera grabó más de treinta discos.
Con el advenimiento de la Revolución Cubana en 1959 grabó Chévere Guevara en honor al comandante  Che Guevara ; sin embargo en 1960 emigró primero a Caracas, Venezuela, y después a Miami, donde siguió su carrera, contando con una buena parte de su público. En 1967 se traslada a México y graba varios exitosos Lps para el sello Musart.
En los años '60 y '70 actuó asiduamente en Argentina, recordándose su participación en el ciclo televisivo Al Estilo de Mancera, conducido por Pipo Mancera en canal 11 de Buenos Aires, en 1978.
También actuó junto a Cachao López en un concierto de reunión en 1996.
Murió en Coral Gables, Florida, el 22 de noviembre de 1998 por complicaciones cardíacas.